# Tchatyr-Koul
Pour les articles homonymes, voir Koul.
Tchatyr-Koul (ou Chatyr Köl, Chatyrkol, Kirghize: Чатыркөл) est un lac endoréique des Montagnes célestes dans le District d'At-Bachy, au Kirghizistan; il occupe le point bas de la dépression de Tchatyr-Koul, près de la frontière chinoise au col de Torougart. Son nom signifie « Lac céleste » en kirghize (litt. « lac toit »). Le lac et une zone protégée de 2 km alentour font partie de la Réserve naturelle de Karatal-Japyryk. Le lac est désigné site Ramsar depuis le 8 novembre 2005.

## Climat
La température moyenne annuelle autour du lac est de −5,6 °C, avec −22 °C en janvier, et 7,1 °C en juillet. La température maximum l'été est de 24 °C, et le minimum en hiver est de −50 °C. 88-90 % des précipitations annuelles de la cuvette (soit 208–269 mm) tombent l'été. Du mois d’octobre à la fin avril, la surface du lac est gelée, avec une épaisseur de glace comprise entre 25 cm et 1,5 m d'épaisseur,.

## Hydrologie
Les eaux du lac Tchatyr Koul sont vert-jaunes et transparentes jusqu'à une profondeur de 4 m. La minéralisation varie entre  0.5 et 1 mg/l (chlorures, hydrocarbonates, sodium et magnésium). La salinité est de 2 ppt, avec une pointe de 5 à 7 g/l pour les sources minérales de la moitié sud, et un pH compris entre 5,8 et 6. Le débit est de 1 866 m3 l'hiver et de 3 629 m3 l'été.
Par suite d'un déficit des apports, le lac s'assèche depuis des décennies.